# Вяцлавк, Якуб
Я́куб Вя́цлавк, немецкий вариант — Якоб Яцваук (в.-луж. Jakub Wjacławk, нем. Jakob Jatzwauk, 15 февраля 1885 года, деревня Горки около города Кроствиц, Германия — 3 сентября 1951 года, Будишин, Германская Демократическая Республика) — серболужицкий библиотекарь, библиограф и историк. Основатель серболужицкой библиографии. Председатель серболужицкой культурно-просветительской организации «Матица сербская» (1946—1949).

## Биография
Родился 15 февраля 1885 года в бедной крестьянской семье в серболужицкой деревне Горки в окрестностях города Кроствиц. С 1900 года по 1907 год обучался в пражской малостранской гимназии и Лужицкой семинарии. Потом до 1910 года изучал богословие, философию и славистику в Карловом университете. В 1909 году организовал лагерь серболужицких студентов «Схадзованка». С 1910 года по 1912 год обучался в Лейпцигском университете. В 1912 году защитил диссертацию на соискание докторской степени по теме «Die Bevölkerungs- und Vermögensverhältnisse der Stadt Bautzen zu Anfang des 15. Jahrhunderts» (Демографическая и финансовая ситуация в Баутцене в XV столетии). С 1913 года работал библиотекарем в Королевской публичной библиотеке и Саксонской государственной библиотеке в Дрездене.
С 1918 года по 1930 год занимался на добровольных началах описанием письменных источников, касавшихся саксонской региональной истории. Описал около 22 тысяч наименований. Свой труд под названием «Bibliographie der sächsischen Geschichte» в пяти томах представил Комиссии по саксонской истории. В 1929 году издал «Wendische Bibliographie», которая была переиздана с дополнениями в 1952 году под названием «Sorbischen Bibliographie». Посмертное издание, вышедшее в 1952 году содержит описание 7580 наименований книг и вышедшее в 2005—2008 годах — более 8500 наименований. Эти издания дают библиографические сведения о всех книгах на лужицких языках, вышедших до соответствующего периода.
В 1938 году был профессором в Колумбийском университете в Нью-Йорке, США. В 1945 году был назначен управляющим муниципальных библиотек в Баутцене. В 1946 году взял на себя обязанности заведующего исторического отдела серболужицкой культурно-просветительской организации «Матица сербская». В 1950 году стал полноправным членом Исторической комиссии Саксонской академии наук в Лейпциге.
Скончался 3 сентября 1951 года в Баутцене.